# Florian Hecker
Florian Hecker, né en 1975 à Augsburg, est un compositeur de musique électronique. Son travail s'intéresse aux algorithmes et aux sons générés par ordinateur. Une grande partie de son travail a été publié par le label Editions Mego. Depuis 2024, il est professeur invité à l'Académie des beaux-arts de Munich.

## Biographie
Florian Hecker est né en 1975 à Augsburg, en Allemagne. En 1998, âgé de 23 ans, il sort son premier album IT ISO161975 sur le label autrichien Mego.
En 2003 il publie son deuxième album Sun Pandämonium, acclamé par la critique,,, et qui reçoit une distinction au festival Ars Electronica.
En 2010, Hecker collabore avec l'artiste britannique Mark Leckey, produisant la pièce Hecker Leckey Sound Voice Chimera.
Ses albums Chimerization (2012) et Articulação (2014) sont des collaborations avec le philosophie iranien Reza Negarestani,.
Hecker participe en 2012 à la Documenta 13, où il expose la pièce Chimerization,.
En 2016, son exposition personnelle Formulations est montrée au musée MMK3 (Zollamt) à Francfort. Cette exposition montre 15 de ses travaux réalisés entre 2004 et 2016, et deux nouvelles créations,. Dans ce cadre, l'œuvre FAVN est présentée dans la grande salle du Vieil opéra de Francfort. Il s'agit d'un travail de synthèse sonore basé sur l'œuvre symphonique Prélude à l'Après-midi d'un faune de Claude Debussy.
De novembre 2017 à janvier 2018, une exposition de Florian Hecker nommée Halluzination, Perspektive, Synthese est montrée à la Kunsthalle Wien,. À la suite de l'exposition, un livre est édité par Sternberg Press et la Kunsthalle Wien.
De novembre 2021 à mars 2022, son exposition personnelle Resynthesizers est montrée à Los Angeles, dans la Fitzpatrick-Leland House, une maison d'architecte construite en 1936,. Trois compositions sont diffusées par des haut-parleurs disposés à chaque étage. Un livre du même titre est édité en 2024 par Urbanomic.

### Enseignement
Florian Hecker a enseigné au MIT et à l'Université d'Édimburg.
En 2024, Florian Hecker est nommé professeur invité à l'Académie des beaux-arts de Munich pour une durée de quatre ans,,.

## Discographie

### Albums solo
- 1998: IT ISO161975
- 2003: Sun Pandämonium
- 2009: Acid In The Style Of David Tudor
- 2011: Speculative Solution
- 2012: Chimärisation
- 2014: Articulação
- 2017: A Script for Machine Synthesis
- 2019: Inspection II
- 2020: Statistique Synthétique
- 2021: Synopsis Seriation